# 케이티 월더

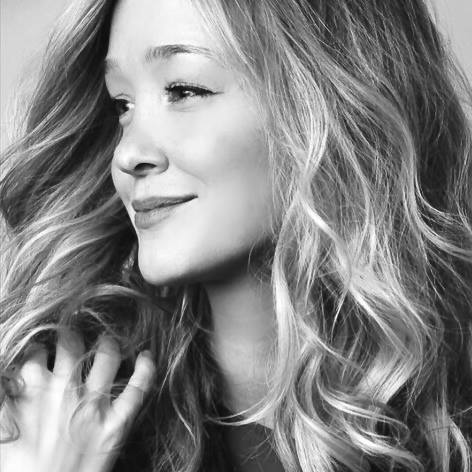

케이티 월더(Katie Walder, 1982년 10월 13일 ~ )는 미국의 배우, 텔레비전 배우, 영화배우이다.

## 영화
- 컴 백 투 미 (2014년) - 사라 역
- 익스트림 무비 (2008년)
- 이웃 (2007년)
- 셀터 (2007년) - 토리 역
- 내가 그녀를 만났을 때 1 (2005년)
- 길모어 걸스 (2000년)